# Calamaria thanhi
Calamaria thanhi — вид змій родини полозових (Colubridae). Ендемік В'єтнаму.

## Поширення й екологія
Calamaria thanhi відомі з типової місцевості, розташованої у Національному парку Фонг-Ня-Ке-Банг в провінції Куангбінь у Центральному В'єтнамі. Вони живуть у вологих гірських тропічних лісах, що ростуть серед вапнякових скель, серед опалого листя. Ведуть риючий, нічний спосіб життя, відкладають яйця.